# Kanumarathon-Europameisterschaften 2001
Die 4. Kanumarathon-Europameisterschaften fanden vom 14. bis 15. Juli 2001 im ungarischen Győr statt. Der austragende Verband war die ECA.
Es wurden vier Wettbewerbe für Männer und zwei Wettbewerbe für Frauen ausgetragen.

## Medaillengewinner

### Herren

#### Canadier
| Disziplin | Gold                             | Zeit      | Silber                             | Zeit      | Bronze                                 | Zeit      |
| --------- | -------------------------------- | --------- | ---------------------------------- | --------- | -------------------------------------- | --------- |
| C1        | Slowakei Rus Radoslav            | 3:02:13 h | Ungarn Pál Pétervári               | 3:02:39 h | Tschechien Pavel Bednar                | 3:03:18 h |
| C2        | Ungarn Edvin Csabai Attila Györe | 2:50:50 h | Ungarn István Koncz Aron Gajarszki | 2:53:33 h | Frankreich Hervé Maigrot Zsolt Gilányi | 2:55:29 h |

#### Kajak
| Disziplin | Gold                              | Zeit      | Silber                                | Zeit      | Bronze                                   | Zeit      |
| --------- | --------------------------------- | --------- | ------------------------------------- | --------- | ---------------------------------------- | --------- |
| K1        | Spanien Manuel Busto              | 2:36:04 h | Ungarn Attila Jambor                  | 2:37:14 h | Schweden Magnus Siverbrant               | 2:37:46 h |
| K2        | Ungarn István Salga Attila Jambor | 2:25:40 h | Spanien Julio Martínez Rafael Quevedo | 2:25:50 h | Niederlande Dolph te Linde Edwin de Nijs | 2:26:06 h |

### Damen

#### Kajak
| Disziplin | Gold                               | Zeit      | Silber                               | Zeit      | Bronze                                    | Zeit      |
| --------- | ---------------------------------- | --------- | ------------------------------------ | --------- | ----------------------------------------- | --------- |
| K1        | Italien Elisabetta Introini        | 2:54:08 h | Spanien Mara Santos                  | 2:54:13 h | Norwegen Marianne Fjeldheim               | 2:54:16 h |
| K2        | Ungarn Kornélia Szonda Renáta Csay | 2:39:03 h | Ungarn Bernadett Hudy Orsolya Harkai | 2:45:09 h | Polen Magdalena Sendal Barbara Przybylska | 2:49:18 h |

## Medaillenspiegel
| Rang   | Nation      | Gold | Silber | Bronze | Gesamt |
| ------ | ----------- | ---- | ------ | ------ | ------ |
| 1      | Ungarn      | 3    | 4      | 0      | 7      |
| 2      | Spanien     | 1    | 2      | 0      | 3      |
| 3      | Italien     | 1    | 0      | 0      | 1      |
| 3      | Slowakei    | 1    | 0      | 0      | 1      |
| 5      | Frankreich  | 0    | 0      | 1      | 1      |
| 5      | Norwegen    | 0    | 0      | 1      | 1      |
| 5      | Niederlande | 0    | 0      | 1      | 1      |
| 5      | Polen       | 0    | 0      | 1      | 1      |
| 5      | Tschechien  | 0    | 0      | 1      | 1      |
| 5      | Schweden    | 0    | 0      | 1      | 1      |
| Gesamt | Gesamt      | 6    | 6      | 6      | 18     |